# امبیکی
امبیکی (مالاگاسی: kaominina) یک روستا و کمون در ماداگاسکار است. این روستا متعلق به ناحیه بلنی تسیریبینا است که در بخشی از منطقه منابه واقع شده‌است.

## خصوصیات
جمعیت این کمون در سرشماری سال ۲۰۰۱ تقریباً ۲۰۰۰ نفر برآورد و ۶۱ متر بالاتر از سطح دریا واقع شده‌است.
در امبیکی فقط مدرسه ابتدایی در دسترس است. اکثریت ۶۵ درصد جمعیت این کمون کشاورز هستند، در حالی که ۳۴ درصد دیگر از طریق دامداری امرار معاش می‌کنند. مهم‌ترین محصول برنج است، و سایر محصولات مهم مانیوک و سیب‌زمینی شیرین است. خدمات برای ۱٪ جمعیت اشتغال فراهم می‌کند.